# Feliu Crespí i Cirera
Feliu Crespí i Cirera (Sabadell, 16 de gener de 1834 - 1 de maig de 1900) va ser filador i alcalde de Sabadell. Fou l'avi de Conrad Crespí i Vergés. Treballador del tèxtil, Feliu Crespí fou un militant republicà federal. Durant la I República va exercir d'alcalde de Sabadell des de l'agost de 1873 fins al gener de 1874, en què es va vendre les campanes de l'església de Sant Fèlix de Sabadell sabadellenca i en subhastà els sants per poder comprar fusells i munició per armar la milícia republicana.